# Eric Bostrom
Eric Bostrom (San Francisco, 19 novembre 1976) è un pilota motociclistico statunitense.
Ha due fratelli, entrambi motociclisti, Ben e Tory (Torsten). Tory (che deve il nome al campione del mondo di motocross Torsten Hallman) è il più vecchio, mentre Eric è il più giovane, inoltre suo cugino Jeff Bostrom ha partecipato ad alcune gare in America.

## Carriera
È conosciuto soprattutto per essere stato pilota dei team Austin Ducati e Parts Unlimited Ducati nelle stagioni 2004 e 2005, nonché per aver guidato le Kawasaki ufficiali dal 1999 al 2003. Bostrom ha corso con la Erion Honda nel 1998 e per il team Zero Gravity Racing nel 1997.
Guardando le statistiche la miglior stagione di Bostrom risulta essere quella del 2001, quando in sella alla Kawasaki finisce secondo, dietro Mat Mladin, nel campionato AMA Superbike e vince il campionato AMA Supersport. Bostrom vince il campionato Progressive Insurance Harley-Davidson Supertwins nel 1997, vincendo 10 delle 11 gare disputate.
La carriera di Bostrom nel campionato AMA Superbike inizia nel 1998 quando rimpiazza l'infortunato Miguel Duhamel alla Erion Honda, vincendo la seconda e la terza gara disputata.  Bostrom vince anche l'AMA Formula Xtreme nel 1998, sempre guidando una moto del team Erion Honda. Nel 2001 arriva secondo nel campionato AMA Superbike, e vince il campionato AMA Supersport in sella a una ZX-6R. Nel 2002 arriva di nuovo secondo nel campionato AMA Superbike, questa volta dietro al futuro campione della MotoGP, Nicky Hayden.
Bostrom passa al team Austin Ducati nel campionato AMA Superbike 2004, ed al team Parts Unlimited Ducati nel 2005. Nel 2004 è l'unico portacolori della Ducati nel campionato AMA Superbike. Suo fratello Ben prese il suo posto in Ducati, quando Eric passa alla Yamaha al termine della stagione 2005. Dopo il 2006, la Ducati esce da tutte le competizioni negli Stati Uniti.
Bostrom corre col team ufficiale Yamaha già prima del 2006, per correre il campionato AMA Supersport e l'AMA Formula Xtreme Championship. Il suo primo compagno di squadra alla Yamaha è stato Jason Di Salvo. Nel 2007 Yamaha è tornata a competere nel campionato AMA Superbike dopo una lunga assenza, affidando le proprie Yamaha YZF-R1 da Superbike a Bostrom e Di Salvo.
Bostrom ha corso per la Kawasaki dal 1999 al 2003 guidando la ZX-7R nel campionato mondiale Superbike, solitamente come wildcard al gran premio degli Stati Uniti a Laguna Seca. Nel 1999 arrivò 10º e 7º, e nel 2001 due volte 5º. Nel 2002 Bostrom ha corso 4 gare come terzo pilota del team Kawasaki, ed ha ottenuto un 6º e un 4º posto come migliori risultati, nel gran premio degli Stati Uniti. Partecipa anche alla gara di Laguna Seca del 2003, ma un incidente causato da Aaron Yates nella seconda curva del primo giro lo costrinse a ritirarsi dalla gara. Nel 2011 disputa due prove nell'AMA Superbike Championship dove, in sella ad una Kawasaki ZX-10R, ottiene tredici punti.

## Risultati in gara

### Campionato mondiale Superbike
| 1999 | Moto  |  |  |  |  |  |  |  |  |  |  |  |  |  |  |    |   |  |  |  |  |  |  |  |  |  |  | Punti | Pos. |
| ---- | ----- |  |  |  |  |  |  |  |  |  |  |  |  |  |  | -- | - |  |  |  |  |  |  |  |  |  |  | ----- | ---- |
| 1999 | Honda |  |  |  |  |  |  |  |  |  |  |  |  |  |  | 10 | 7 |  |  |  |  |  |  |  |  |  |  | 15    | 32º  |

| 2001 | Moto     |  |  |  |  |  |  |  |  |  |  |  |  |  |  |  |  |   |   |  |  |  |  |  |  |  |  | Punti | Pos. |
| ---- | -------- |  |  |  |  |  |  |  |  |  |  |  |  |  |  |  |  | - | - |  |  |  |  |  |  |  |  | ----- | ---- |
| 2001 | Kawasaki |  |  |  |  |  |  |  |  |  |  |  |  |  |  |  |  | 5 | 5 |  |  |  |  |  |  |  |  | 22    | 21º  |

| 2002 | Moto     |  |  |  |  |  |  |    |    |   |   |    |    |  |  |  |  |   |   |  |  |  |  |  |  |  |  | Punti | Pos. |
| ---- | -------- |  |  |  |  |  |  | -- | -- | - | - | -- | -- |  |  |  |  | - | - |  |  |  |  |  |  |  |  | ----- | ---- |
| 2002 | Kawasaki |  |  |  |  |  |  | 13 | 14 | 9 | 7 | 11 | 16 |  |  |  |  | 6 | 4 |  |  |  |  |  |  |  |  | 49    | 17º  |

| 2003 | Moto     |  |  |  |  |  |  |  |  |  |  |  |  |  |  |    |    |  |  |  |  |  |  |  |  |  |  | Punti | Pos. |
| ---- | -------- |  |  |  |  |  |  |  |  |  |  |  |  |  |  | -- | -- |  |  |  |  |  |  |  |  |  |  | ----- | ---- |
| 2003 | Kawasaki |  |  |  |  |  |  |  |  |  |  |  |  |  |  | NP | NP |  |  |  |  |  |  |  |  |  |  | 0     |      |

| Legenda | 1º posto        | 2º posto            | 3º posto           | A punti      | Senza punti        | Grassetto – Pole position Corsivo – Giro più veloce |
| Legenda | Gara non valida | Non qual./Non part. | Ritirato/Non class | Squalificato | '-' Dato non disp. | Grassetto – Pole position Corsivo – Giro più veloce |

## Statistiche
- 2008 - 4º nell'AMA Superbike Championship
- 2007 - 7º nell'AMA Superbike Championship
- 2006 - 2º nell'AMA Formula Xtreme Championship
- 2005 - 3º nell'AMA Superbike Championship
- 2004 - 4º nell'AMA Superbike Championship
- 2003 - 7º nell'AMA Superbike Championship
- 2002 - 2º nell'AMA Superbike Championship
- 2001 - 1º nell'AMA Supersport Championship
- 2001 - 2º nell'AMA Superbike Championship
- 2000 - 2º nell'AMA Supersport Championship
- 2000 - 4º nell'AMA Superbike Championship
- 1999 - 7º nell'AMA Superbike Championship
- 1999 - 9º nell'AMA Supersport Championship
- 1998 - 1º nell'AMA Formula Xtreme Championship
- 1998 - 3º nell'AMA Supersport Championship
- 1997 - 1º nell'AMA Super twins Series
- 1996 - 1º nell'AMA Harley Davidson 883 Dirt Track